# フルート・バイ・ロウズ
『フルート・バイ・ロウズ』（原題：Flute By-Laws）は、アメリカ合衆国のジャズ・フルート奏者、ヒューバート・ロウズが1966年にアトランティック・レコードから発表した2作目のスタジオ・アルバム。

## 解説
1965年から1966年に行われた3回のセッションをまとめた内容で、全セッションにおいてトランペットやトロンボーンといったブラス・セクションが起用され、また、1965年8月25日および1966年2月24日のセッションでは、ティンバレスやコンガといったラテン・パーカッションが導入された。なお、ロウズは本作の録音前にラテンジャズ系の大物モンゴ・サンタマリアと共演した経験があり、本作収録曲「ミエド」を提供したロジャース・グラントは、サンタマリアのバンドのピアニストを務めていたことがある。
スコット・ヤナウはオールミュージックにおいて5点満点中4点を付け「音楽的にはラテンジャズ、ポップ、R&Bの境界線を飛び越えている」「物凄く印象に残るわけではないが、そこそこ楽しめる」と評している。
1994年のドイツ盤再発CDは、前作『ザ・ロウズ・オブ・ジャズ』との2 in 1という形となった。

## 収録曲
特記なき楽曲はヒューバート・ロウズ作曲。
1. ブラッドショット - "Bloodshot" - 4:44
2. ミエド - "Miedo" (Rodgers Grant) - 5:11
3. ミーン・リーン - "Mean Lene" - 5:18
4. ノー・ユード・ベター・ノット - "No You'd Better Not" - 3:33
5. レット・ハー・ゴー - "Let Her Go" - 3:26
6. ストレンジ・ガール - "Strange Girl" - 8:18
7. バイラ・シンデレラ - "Baila Cinderella" - 4:28

## 参加ミュージシャン
- ヒューバート・ロウズ - フルート、ピッコロ
- ロジャース・グラント - ピアノ(on #1, #4)
- チック・コリア - ピアノ(on #2, #3, #5, #6, #7)
- サム・ブラウン - ギター(on #6)
- クリス・ホワイト - ベース(on #1, #3, #4)
- リチャード・デイヴィス - ベース(on #2, #6)
- イスラエル・ロペス - ベース(on #5, #7)
- レイ・ルーカス - ドラムス(on #1, #3, #4)
- ボビー・トーマス(on #2, #5, #6, #7)
- マーティ・バンクス - トランペット、フリューゲルホルン
- ジミー・オーウェンズ - トランペット、フリューゲルホルン
- ガーネット・ブラウン - トロンボーン
- ベニー・パウエル - トロンボーン、バストロンボーン(on #1, #3, #4)
- トム・マッキントッシュ - トロンボーン(on #2, #5, #6, #7)
- カーメロ・ガルシア - ティンバレス(on #1, #3, #4, #5, #7)
- ヴィクター・パントージャ - コンガ(on #1, #3, #4)
- レイモンド・オーチャード - コンガ(on #5, #7)
- ビル・フィッチ - パーカッション(on #5, #7)